# My all.. (小柳ゆきの曲)
「my all..」（マイ・オール）は、小柳ゆきの9枚目のシングル。2001年6月13日発売。発売元はワーナーミュージック・ジャパン。

## 解説
3rdアルバム『my all..』からのシングルカット。

## 収録曲
1. my all..(5:04)
作詞：小柳ゆき/作曲・編曲：笹本安詞
2. my all..(a cappella version)(3:23)
3. my all..(S.C.Re-mix)(4:58)
4. beautiful world (Rainy mix)(4:59)
5. be alive (acoustic version)(5:05)

## 収録アルバム
my all..
- 『my all..』
- 『MY ALL <YUKI KOYANAGI SINGLES 1999-2003>』
- 『THE BEST OF YUKI KOYANAGI ETERNITY 〜15th Anniversary〜』